# Teucholabis hondurensis
Teucholabis hondurensis är en tvåvingeart som beskrevs av Alexander 1941. Teucholabis hondurensis ingår i släktet Teucholabis och familjen småharkrankar.
Artens utbredningsområde är Honduras. Inga underarter finns listade i Catalogue of Life.